# Devilman Lady
Devilman Lady (デビルマンレディー Debiruman Redī?) es una serie de manga de acción y horror escrita e ilustrada por Gō Nagai. Fue originalmente serializado en la revista Weekly Morning de la editorial Kōdansha desde enero de 1997 hasta julio del año 2000. Se han compilado un total de 17 volúmenes además de la adaptación a una serie de anime para televisión de 26 episodios producida por el estudio TMS Entertainment. La historia sigue a Jun Fudo, una maestra envuelta en casos de ataques de demonios.

## Argumento
En la historia del manga, Jun Fudo es una joven maestra; un viaje escolar fue el inicio de varias pesadillas, donde la maestra se ve amenazada por criaturas y demonios que pretenden masacrar a todos los estudiantes de la clase; tras ser atacada por los demonios, Jun parece haber experimentado ciertos cambios en su cuerpo y ahora decidida busca proteger a sus alumnos de la maldad de los demonios mientras descubre los secretos detrás de su espantosa transformación.
En el argumento de la adaptación animada, Jun Fudo es una supermodelo muy querida pero con un misterioso secreto: trabaja para una organización dedicada a combatir demonios.

## Personajes
Jun Fudo (不動 ジュン Fudō Jun?)
Voz por: Junko Iwao
En la historia del manga, Jun Fudo es una joven maestra con un hermano pequeño, viaja con un grupo de estudiantes a un viaje escolar y termina convertida en un ser monstruoso. En la historia del anime Jun es una supermodelo admirada por todo el mundo pero maneja una misteriosa segunda personalidad que se dedica a la erradicación de demonios.
Lan Asuka (アスカ 蘭 Asuka Ran?)
Voz por: Kaoru Shimamura
Una agente secreta que lucha contra los monstruos. En la historia adaptada al anime, Lan es la recluta de Jun para una organización secreta; Lan es una oficial muy agresiva y fría.
Aoi Kurosaki (黒崎 あおい Kurosaki Aoi?)
Voz por: Megumi Ogata
Aoi es una de las enemigas de Jun, más rápida y fuerte, al parecer usa su rivalidad para expresar los verdaderos sentimientos hacia Jun; su transformación a demonio inició desde muy pequeña.
Kazumi Takiura (滝浦 和美 Takiura Kazumi?)
Voz por: Kazusa Murai
Kazumi es una joven estudiante de secundaria, una aspirante a modelo adolescente y una ávida fanática de Jun, a quien admira y luego conoce durante una audición cuando ingresó al edificio equivocado. Se hacen amigas, y Jun actúa como hermana mayor y mentora. Los padres de Kazumi son brutalmente asesinados por bestias demoníacas que intentan matar a Kazumi porque consideran a Jun una traidora y buscan castigarla apuntando a personas cercanas a ella. Sin embargo, Kazumi se salva cuando Jun en su personaje de Devil Lady despacha a los demonios, salvándole la vida; pero debido a la muerte de sus padres, se va temporalmente a vivir con familiares. La ahora huérfana Kazumi es acogida más tarde por Jun, y no está al tanto de la vida nocturna de Jun, aunque sospecha que algo anda mal. La relación entre Kazumi y Jun progresa gradualmente y se vuelve romántica. Más tarde, Kazumi es secuestrada por Satoru para atraer a Jun y ésta se revela ante Kazumi como Devil Lady. Pese a ello, Kazumi, al darse cuenta de las cargas de Jun, acepta a Jun como lo que es mientras afirma su admiración y amor por Jun. Kazumi ayuda a Jun a luchar contra los Crusaders, pero un demonio llamado Naberius la hiere gravemente. Antes de morir, Kazumi le dice a Jun que viva y espere un futuro mejor. De regreso a su apartamento, Jun incinera el cadáver de Kazumi después de haber perdido una parte crucial de su humanidad. En la batalla final que tiene lugar en el Infierno, Jun se reencuentra con Kazumi, quien la anima en su lucha contra Asuka. Después de que la batalla terminó y la paz llegó al mundo, Jun se cruza en una calle con una chica parecida a Kazumi.

## Manga
El manga escrito e ilustrado por Gō Nagai fue serializado en la revista Weekly Morning desde enero de 1997 hasta julio de 2000, con un total de 17 volúmenes publicados por la editorial Kodansha.

### Lista de volúmenes
| N.º | Título       | Fecha de lanzamiento    | ISBN original          |
| --- | ------------ | ----------------------- | ---------------------- |
| 1   | «Volumen 1»  | 19 de julio de 1997     | ISBN 978-4-06-328527-7 |
| 2   | «Volumen 2»  | 21 de octubre de 1997   | ISBN 978-4-06-328542-0 |
| 3   | «Volumen 3»  | 21 de enero de 1998     | ISBN 978-4-06-328556-7 |
| 4   | «Volumen 4»  | 21 de abril de 1998     | ISBN 978-4-06-328571-0 |
| 5   | «Volumen 5»  | 21 de julio de 1998     | ISBN 978-4-06-328587-1 |
| 6   | «Volumen 6»  | 20 de octubre de 1998   | ISBN 978-4-06-328605-2 |
| 7   | «Volumen 7»  | 20 de enero de 1999     | ISBN 978-4-06-328614-4 |
| 8   | «Volumen 8»  | 19 de abril de 1999     | ISBN 978-4-06-328624-3 |
| 9   | «Volumen 9»  | 19 de julio de 1999     | ISBN 978-4-06-328641-0 |
| 10  | «Volumen 10» | 20 de octubre de 1999   | ISBN 978-4-06-328656-4 |
| 11  | «Volumen 11» | 14 de diciembre de 1999 | ISBN 978-4-06-328665-6 |
| 12  | «Volumen 12» | 21 de febrero de 2000   | ISBN 978-4-06-328675-5 |
| 13  | «Volumen 13» | 21 de marzo de 2000     | ISBN 978-4-06-328680-9 |
| 14  | «Volumen 14» | 19 de abril de 2000     | ISBN 978-4-06-328686-1 |
| 15  | «Volumen 15» | 22 de mayo de 2000      | ISBN 978-4-06-328691-5 |
| 16  | «Volumen 16» | 18 de julio de 2000     | ISBN 978-4-06-328698-4 |
| 17  | «Volumen 17» | 21 de agosto de 2000    | ISBN 978-4-06-328704-2 |

## Anime
La historia fue adaptada a una serie de anime para televisión por el estudio TMS Entertainment, cuenta con un total de 26 episodios y fue dirigida por Toshiki Hirano, el anime salió al aire en octubre de 1998 en el canal MBS; ADV Films licenció el proyecto para su versión en inglés, fue lanzado a la venta en enero de 2003. En Latinoamérica se emitió en idioma original por el canal Cityvibe. La historia en el anime sigue una historia totalmente diferente al manga, manteniendo solamente algunos personajes iguales.

### Lista de episodios
| #  | Título         | Estreno                 |
| -- | -------------- | ----------------------- |
| 1  | «Bestia» (獣)  | 10 de octubre de 1998   |
| 2  | «Sangre» (血)  | 18 de octubre de 1998   |
| 3  | «Alas» (翼)    | 25 de octubre de 1998   |
| 4  | «Semilla» (胚) | 1 de noviembre de 1998  |
| 5  | «Tiburón» (鮫) | 8 de noviembre de 1998  |
| 6  | «Gato» (猫)    | 15 de noviembre de 1998 |
| 7  | «Niebla» (霧)  | 22 de noviembre de 1998 |
| 8  | «Enemigo» (敵) | 29 de noviembre de 1998 |
| 9  | «Ojos» (眼)    | 6 de diciembre de 1998  |
| 10 | «Fuego» (炎)   | 13 de diciembre de 1998 |
| 11 | «Caja» (箱)    | 20 de diciembre de 1998 |
| 12 | «Rostros» (顔) | 10 de enero de 1999     |
| 13 | «Cuerda» (縄)  | 17 de enero de 1999     |
| 14 | «Hogar» (家)   | 24 de enero de 1999     |
| 15 | «Cuervos» (鴉) | 31 de enero de 1999     |
| 16 | «Voz» (聲)     | 7 de febrero de 1999    |
| 17 | «Hambre» (飢)  | 14 de febrero de 1999   |
| 18 | «Cuerpo» (軀)  | 21 de febrero de 1999   |
| 19 | «Fetters» (枷) | 28 de febrero de 1999   |
| 20 | «Cuerpos» (骸) | 7 de marzo de 1999      |
| 21 | «Signos» (印)  | 21 de marzo de 1999     |
| 22 | «Deseo» (願)   | 11 de abril de 1999     |
| 23 | «Vida» (命)    | 18 de abril de 1999     |
| 24 | «Corazón» (心) | 24 de abril de 1999     |
| 25 | «Dios» (神)    | 2 de mayo de 1999       |
| 26 | «Persona» (人) | 9 de mayo de 1999       |

## Pachinko
el 7 de marzo de 2012 se lanza una máquina de pachinko de devilman lady llamado: CR Devilman Lady FPW (CRデビルマンレディー FPW) que esta ispirado de la adatacion del anime